# Cucutacola nigra
Genre
Espèce
Cucutacola nigra, unique représentant du genre Cucutacola, est une espèce d'opilions laniatores de la famille des Manaosbiidae.

## Distribution
Cette espèce est endémique du département de Norte de Santander en Colombie. Elle se rencontre vers Cúcuta.

## Publication originale
- Mello-Leitão, 1940 : « Un solifugo da Argentina e alguns opiliões da Colômbia. » Annaes da Academia Brasileira de Sciencias, vol. 12, p. 301–311.